# Terraformación

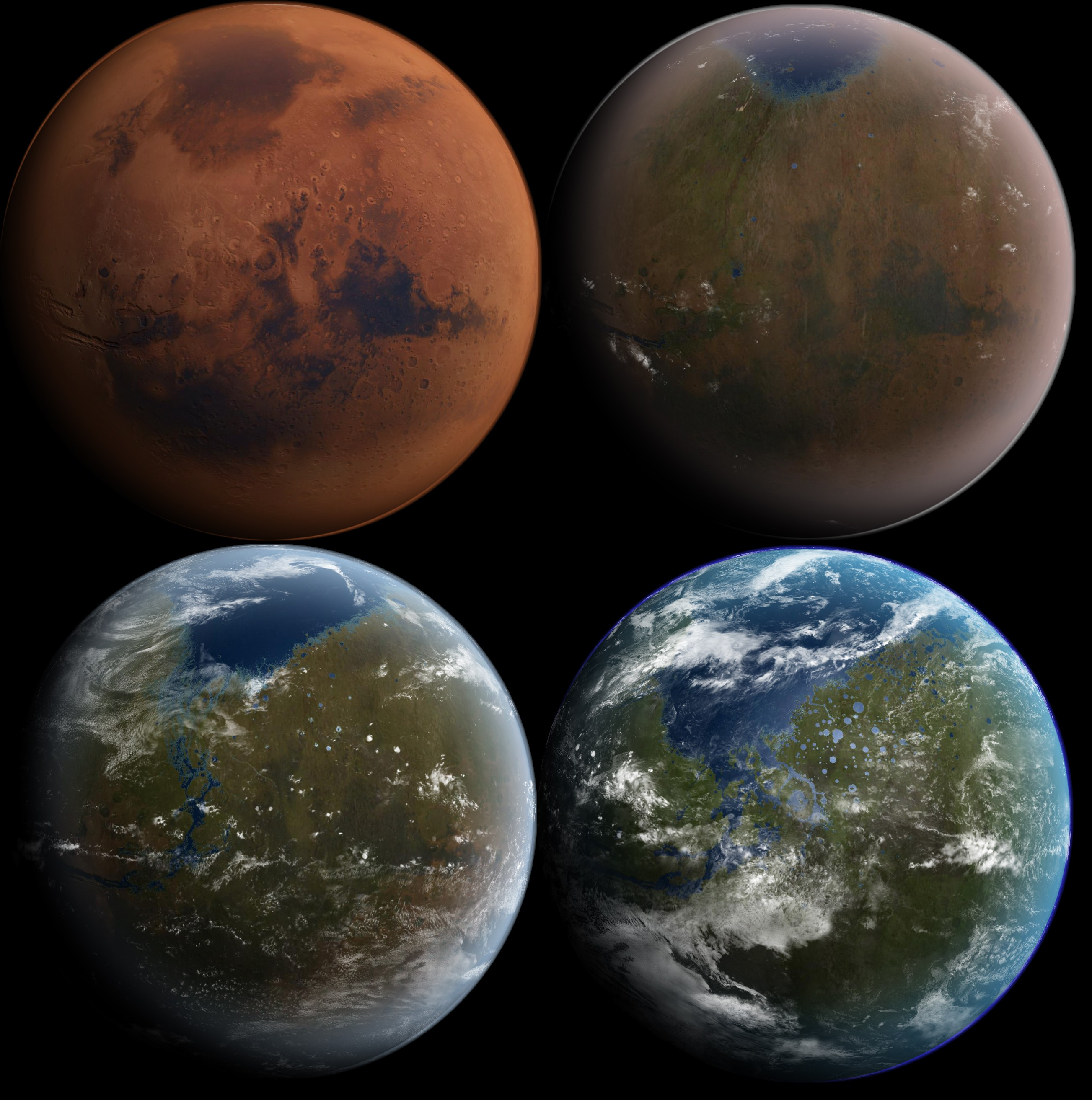
Interpretación artística de la terraformación de Marte, en cuatro etapas

La terraformación puede ser entendida de dos maneras:
- Como un término propio que describe procesos orientados a la intervención de un planeta, satélite natural u otro cuerpo celeste para recrear en este las condiciones óptimas para la vida terrestre, a saber, una atmósfera y temperatura adecuadas, y la presencia de agua líquida. Este es el uso original del término.
- Como un término científico informal, que agrupa a un conjunto de procedimientos hipotéticos propuestos por científicos de diversas disciplinas, para llevar a cabo el proceso descrito anteriormente en la vida real.[2]

## Primeras apariciones de los términos
El término terraformación apareció por primera vez en un cuento de ciencia ficción de Jack Williamson, titulado «Órbita de colisión» y publicado en la revista Astounding Science Fiction en julio de 1942. Otras fuentes señalan sin embargo la novela del mismo autor de 1949 titulada Seetee Ship. El concepto actual, sin embargo, sobrepasa el que exponía Williamson. Previamente, en la obra de Olaf Stapledon de 1930 titulada Last and First Men se proporciona ya un ejemplo ficticio en el que Venus es modificado tras una larga y destructiva guerra con sus habitantes nativos, quienes naturalmente cuestionan el proceso.

## Terraformación científica
Paralelo a su uso en la ficción, la ciencia adoptó el término respecto de las numerosas proposiciones teóricas para, finalmente, colonizar otros planetas adecuando sus condiciones para la vida terrestre. Carl Sagan, astrónomo y divulgador científico, propuso aplicar la ingeniería planetaria a Venus en un artículo publicado en la revista Science 1961 y titulado "The Planet Venus". Sagan imaginó plantar la atmósfera de Venus con algas, que absorberían el dióxido de carbono y reducirían el efecto invernadero hasta que la temperatura de la superficie cayese a niveles confortables. Posteriores descubrimientos sobre las condiciones de Venus hicieron este enfoque imposible. El estudio reflejaba que el planeta tiene demasiada atmósfera que procesar y fijar; e incluso si las algas atmosféricas pudieran prosperar en el ambiente árido y hostil de la alta atmósfera de Venus, todo el carbono que se fijara en forma orgánica sería liberado como dióxido de carbono tan pronto como cayera a las calientes regiones inferiores.

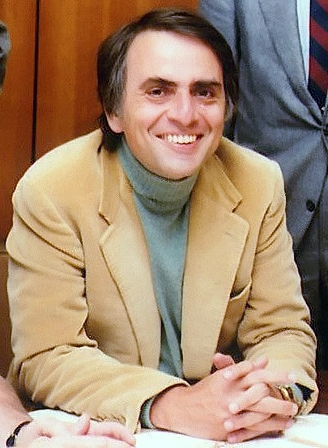
Carl Sagan

Sagan también vislumbró un Marte habitable para la vida humana en un artículo publicado en la revista Icarus en 1973 titulado "Planetary Engineering on Mars". Tres años después, La NASA oficialmente asumió el asunto de la ingeniería planetaria en un estudio pero usando el término "ecosíntesis planetaria" ("planetary ecosynthesis"). El estudio concluía que no había limitación conocida a la posibilidad de alterar Marte para mantener vida y hacerlo un planeta habitable. El mismo año, en 1976, uno de los investigadores, Joel Levine, organizó la primera conferencia sobre terraformación, que en aquel momento fue llamada Modelación Planetaria.
En marzo de 1979, el escritor e ingeniero de la NASA James Oberg organizó el "Primer Coloquio sobre Terraformación", una sesión especial llevada a cabo en la Conferencia Científica Lunar y Planetaria en Houston. Oberg popularizó los conceptos de terraformación discutidos en el coloquio en su libro New Earths publicado en 1981. Pero no fue hasta 1982 que la palabra terraformación se usó en el título de un artículo publicado en una revista. El planetólogo Christopher P. McKay escribió "Terraforming Mars" ("Terraformando Marte"), un artículo para el Journal of the British Interplanetary Society. El artículo discutía las posibilidades de una biosfera marciana autorregulada, y el uso de la palabra ha sido desde entonces el término preferido. En 1984, James Lovelock y Michael Allaby publicaron The Greening of Mars. En él se describe un nuevo método de calentar Marte, añadiendo clorofluorocarbonos a la atmósfera. Motivado por el libro de Lovelock, el biofísico Robert Haynes trabajó calladamente promoviendo la terraformación, y contribuyendo con la palabra ecopoiesis a su léxico.
Con los conocimientos actuales, Marte parece ser el planeta cercano en el que más posibilidades existirían de terraformación. Robert Zubrin, fundador de la Mars Society expuso en 1991 un plan relativamente barato para una misión a Marte llamada Mars Direct, que establecería una presencia humana permanente sobre Marte y dirigiría los esfuerzos ante una eventual terraformación.
La principal razón argüida para llevar a cabo la terraformación es la creación de una ecología que mantenga mundos adecuados para ser habitados por humanos. Sin embargo, algunos investigadores creen que los hábitats espaciales serían una forma más económica de colonización espacial.
Si la investigación en nanotecnología y otros procesos químicos avanzados continúan al ritmo actual, puede hacerse posible el terraformar planetas en siglos en lugar de milenios. Por otra parte, puede ser razonable modificar a los humanos para que no requieran una atmósfera de oxígeno y nitrógeno en un campo gravitatorio de 1g para vivir confortablemente. Esto podría reducir la necesidad de terraformar mundos, o al menos el grado en el que esos mundos necesitarían ser alterados.

## Requisitos para la sustentación de vida terrestre

### Habitabilidad planetaria
Un requisito importante para la vida es la fuente de energía, pero la noción de un planeta habitable implica que otros muchos criterios geofísicos, geoquímicos, y astrofísicos deban cumplirse antes en la superficie de un cuerpo astronómico capaz de soportar vida. De particular interés es el conjunto de factores complejos, animales multicelulares además de organismos simples en este planeta. La investigación y la teoría de esto forma parte de la ciencias planetarias y la nueva disciplina de la astrobiología.

#### Etapas adicionales de terraformación
Una vez que las condiciones sean más favorables para la vida, podría comenzar la importación de las especies exóticas, comenzando por la vida microbiana. Con condiciones aproximadas a las de la Tierra, la vida vegetal también podría ser trasladada. Esto aceleraría la producción de oxígeno, que en teoría otorgaría al planeta las condiciones necesarias para soportar la vida humana y animal.

## Terraformación de Marte

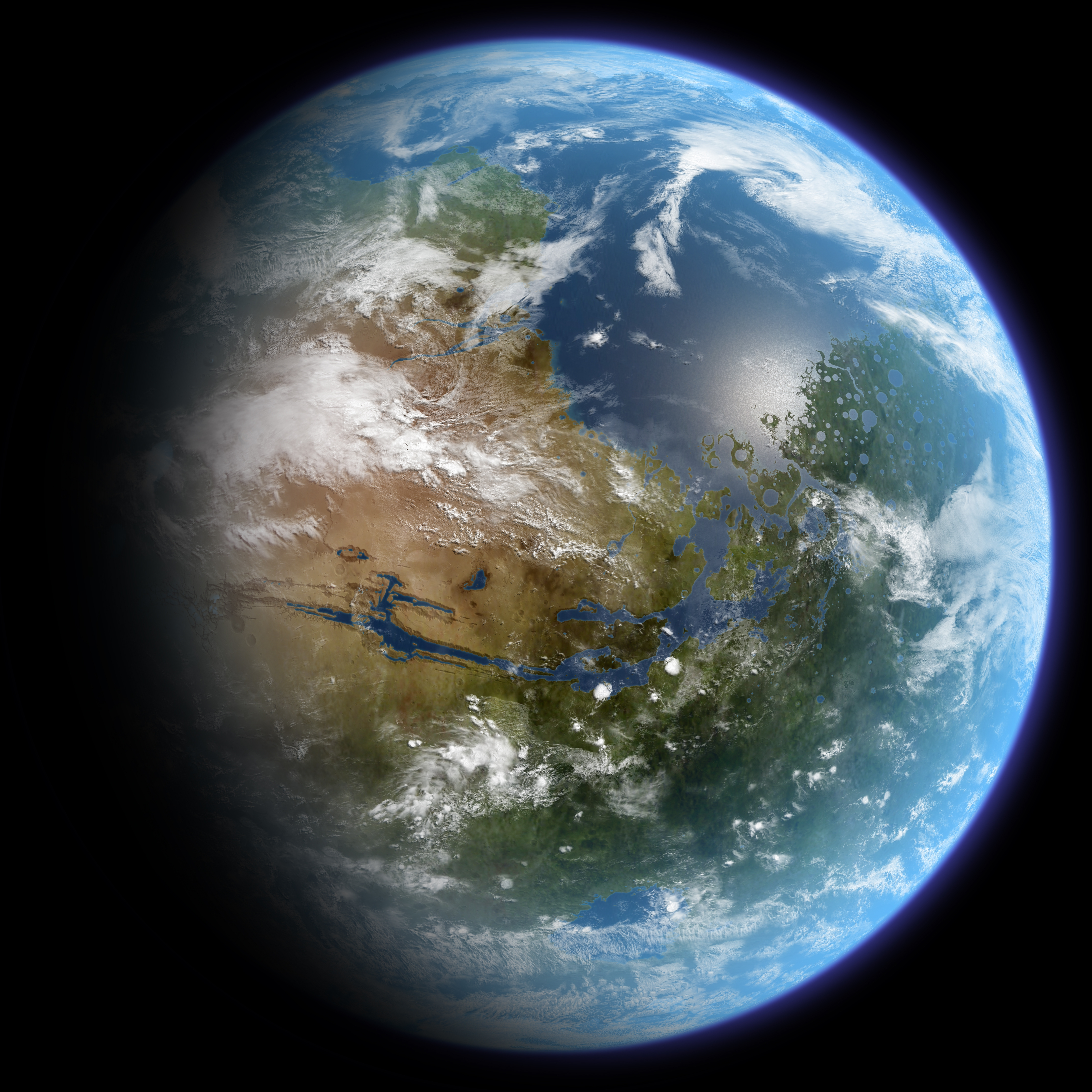
Concepción artística de Marte después de la terraformación

Terraformar Marte requeriría tres grandes cambios, los últimos dos interrelacionados: crear un campo magnético, para que Marte tenga sin problemas una atmósfera más densa y permanente para luego calentarla. Dado que una atmósfera más densa de dióxido de carbono y algunos otros gases de efecto invernadero atraparían la radiación solar los dos procesos se reforzarían el uno en el otro. En todo caso, se han sugerido múltiples posibilidades para terraformar el planeta rojo.
La atmósfera marciana es relativamente delgada, lo que hace que la presión en la superficie sea muy baja (0.6 kPa), comparados con la de la Tierra (101.3 kPa). La atmósfera de Marte consiste de un 95 % de dióxido de carbono (CO2), 3 % de nitrógeno, 1.6 % de argón, y solamente contiene pequeñas cantidades de oxígeno, agua, formaldehído y metano. Debido a que su atmósfera está formada principalmente de CO2, un conocido gas que produce el efecto invernadero, una vez que el planeta comenzara a calentarse y a derretirse las reservas de los polos, una cantidad mayor de CO2entraría en la atmósfera haciendo que este efecto invernadero aumentase. Cada uno de los dos procesos favorecería al otro, ayudando, de esta manera, a la terraformación. No obstante, se necesitarían aplicar ciertas técnicas de una manera controlada y a gran escala durante un tiempo lo suficientemente largo para conseguir cambios sostenibles y lograr convertir esta teoría en realidad.
Se ha sugerido el bombardeo nuclear de la corteza y los casquetes polares como un método rápido para calentar el planeta. Si se detona un arma nuclear en las regiones polares, el intenso calor derretiría grandes cantidades de agua y dióxido de carbono congelados. Los gases producidos harían más densa la atmósfera y contribuirían al efecto invernadero. Adicionalmente, el polvo levantado por la explosión nuclear cubriría el hielo y reduciría su albedo, permitiendo que se fundiese más rápidamente bajo los rayos del sol. La detonación de un arma nuclear bajo la superficie calentaría la corteza y ayudaría a la desgasificación del dióxido de carbono atrapado en las rocas. Aunque las armas nucleares resultan atractivos en el sentido de que hacen uso de armas peligrosas y obsoletas en la Tierra y añade calor al planeta rápidamente y de forma económica, conlleva las connotaciones negativas de destrucción masiva al ambiente nativo y potenciales efectos perniciosos de la desintegración nuclear, hay qué recordar que sin magnetósfera no se podrá empezar la terraformación del planeta.

## Terraformación de Venus

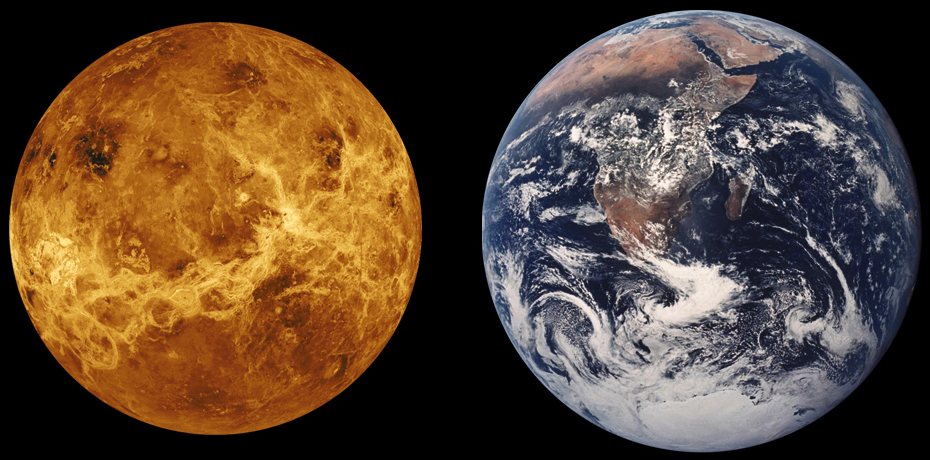
Representación a escala de los tamaños de Venus y la Tierra

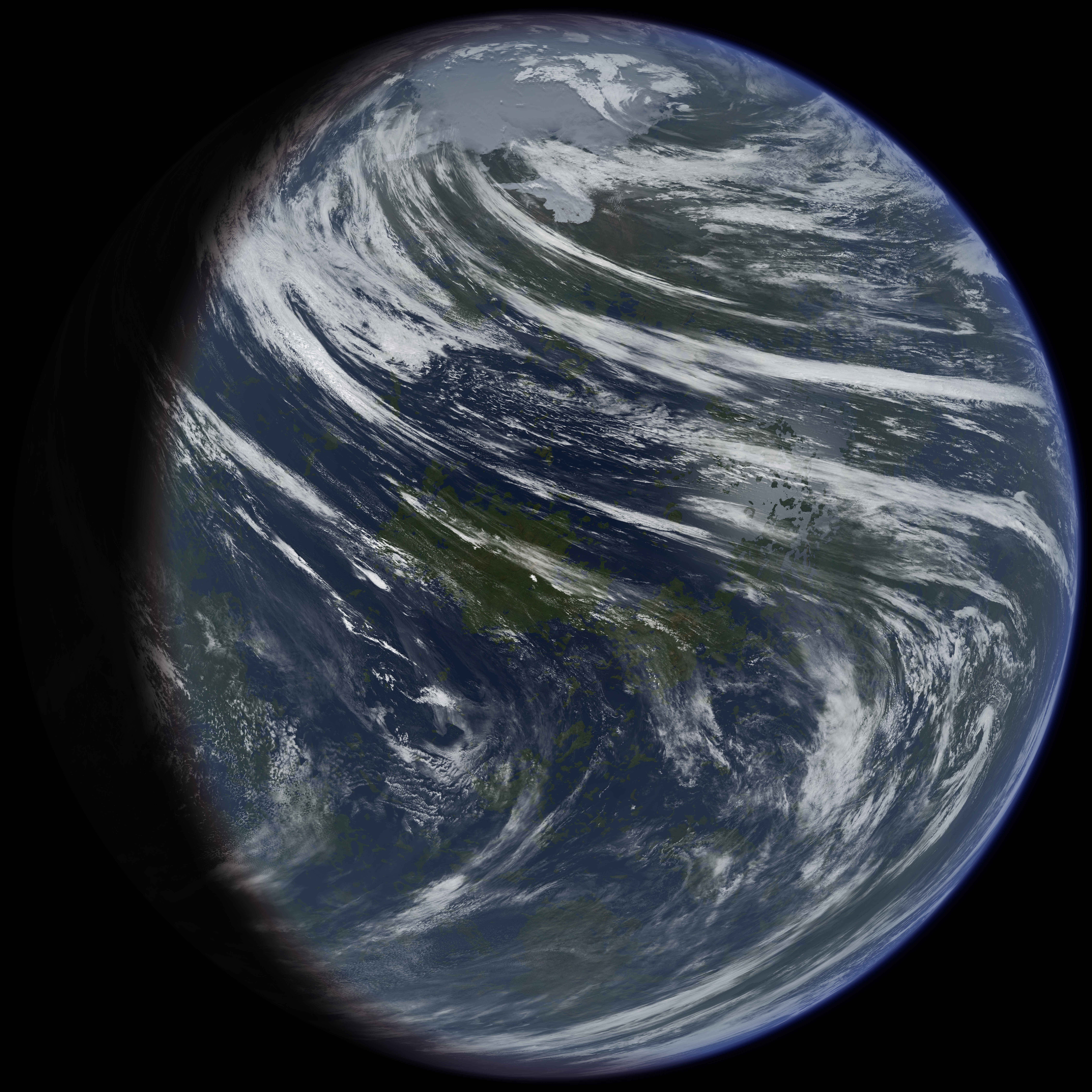
Representación artística de Venus terraformado

La terraformación de Venus sería más complicada que la de Marte por requerir cuatro cambios importantes: eliminar la mayoría del dióxido de carbono de la atmósfera del planeta que alcanza a constituir el 96 % de su atmósfera y a su vez reducir la presión del planeta de unos 9 MPa, ya que esto lo vuelve inhabitable y reducir la temperatura de la superficie que es de 737 K (unos 464 °C). Ambas metas están profundamente interrelacionadas, ya que la temperatura extrema de Venus es debida al efecto invernadero causado por una atmósfera tan densa.
Acelerar la rotación y crear un campo magnético que proteja al planeta de la radiación solar.

### Métodos propuestos
Se podría usar un parasol ubicado en el punto lagrangiano interno (L1) o en un anillo orbitando el planeta para reducir la insolación total recibida por Venus, enfriando así el planeta. Esto no está directamente relacionado con la inmensa densidad de la atmósfera de Venus, pero serviría para facilitar el uso de otros métodos complementarios. También podría hacer un doble servicio funcionando como generador de energía solar.

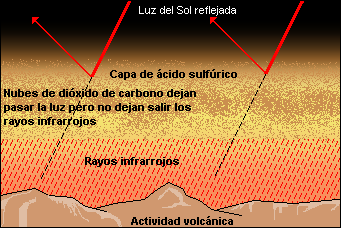
El efecto invernadero en Venus, que produce la alta concentración de dióxido de carbono en su atmósfera

El enfriamiento podría ser mantenido colocando reflectores en la atmósfera o en la superficie. Globos reflectores flotando en la alta atmósfera podrían generar sombra.
La eliminación de parte de la atmósfera de Venus podría intentarse por diversos métodos, posiblemente en combinación. La eliminación directa de gas atmosférico de Venus al espacio probablemente sería muy difícil. Venus tiene una velocidad de escape suficientemente alta como para hacer impráctico el expulsarla mediante impactos de asteroides.
La eliminación de gas atmosférico de una forma más controlada también sería difícil. La extremadamente lenta velocidad de rotación de Venus significa que sería imposible el construir ascensores espaciales, y la propia atmósfera a eliminar hace inútiles las catapultas electromagnéticas para sacar cargas desde la superficie del planeta. Posibles soluciones incluyen colocar catapultas electromagnéticas en globos de gran altitud, o torres soportadas por globos extendiéndose sobre el grueso de la atmósfera, usando fuentes espaciales, o rotovatores.
Otro modo sería convertir la atmósfera de Venus en compuestos sólidos haciéndola reaccionar con elementos añadidos externamente.
Bombardeando Venus con magnesio refinado y calcio metal del planeta Mercurio u otra fuente, podría atraparse el dióxido de carbono en forma de carbonato cálcico y carbonato magnésico. Bombardeando Venus con hidrógeno, posiblemente obtenido de alguna otra fuente del sistema solar exterior y haciéndolo reaccionar con el dióxido de carbono, podría producirse grafito y agua mediante la reacción Bosch.
De la velocidad extremadamente lenta de rotación de Venus resultan días y noches extremadamente largos, a los que puede resultar difícil el adaptarse para la mayoría de la vida terrestre. Para aumentar la velocidad de rotación de Venus sería necesaria una cantidad de energía varios órdenes de magnitud mayor que para eliminar su atmósfera y no se ve posible por los conozimientos y tecnologías actuales.

## Europa (luna)

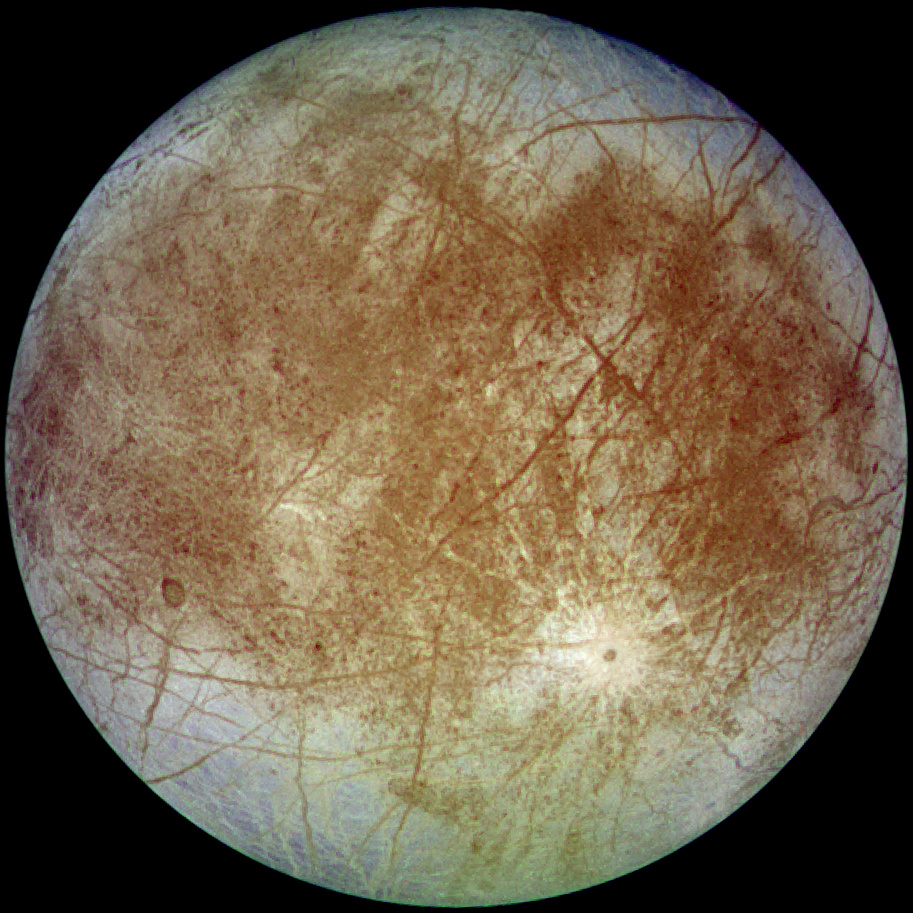
Europa (luna)

Europa, una luna de Júpiter, es una candidata potencial para la terraformación. Una de las ventajas de Europa es la presencia de agua líquida que puede ser extremadamente útil para la introducción de algunas formas de vida. Los problemas son numerosos; Europa se encuentra en medio de un gran cinturón de radiación alrededor de Júpiter, y una persona moriría a los diez minutos de pisar la superficie. Esto requeriría la construcción de deflectores de radiación masiva, que actualmente son inviables. Por otro lado, este satélite está cubierto de hielo y debería ser calentado, además sería necesario un suministro de oxígeno, aunque con la energía necesaria, éste podría ser generado mediante la electrólisis del agua disponible.

## Mercurio
Mercurio se ha sugerido como un posible objetivo para la colonización del espacio del sistema solar interior, junto con Marte, Venus, la Luna y el cinturón de asteroides. Con colonias permanentes que se limitarían a las regiones polares, debido a las extremas temperaturas diurnas en otros lugares del planeta y las reservas de agua congeladas existentes en los cráteres de ambos lugares.
La terraformación aquí sería imposible por estar demasiado cerca del sol y por su débil campo magnético, por lo que la paraterrafomación en las regiones polares sería la única opción.
Excursiones a las otras regiones de Mercurio en la noche sería algo viable con las medidas apropiadas, sobre todo si se busca minar el planeta para extraer sus recursos y contribuir a la economía local, además de que todo en las ciudades sería muy caro por lo costosa y complicada que sería su construcción.

## Otros planetas y entidades del sistema solar
Otros posibles candidatos para la terraformación (solo parcialmente) serían Titán, de Saturno, Europa, Ganímedes y Calisto, de Júpiter, la Luna de la Tierra, Encélado (una luna también de Saturno) y el pequeño Ceres. La mayoría, sin embargo, tienen una masa y gravedad muy pequeñas para soportar una atmósfera por un tiempo indefinido (aunque es posible, pero no seguro, que una atmósfera podría permanecer durante decenas de miles de años o ser reprovisionada). Además, a excepción de la Luna y Mercurio, muchos de estos cuerpos celestes están muy lejos de la Zona Habitable del Sistema solar y habría que añadirles el calor necesario y no les llegaría la Luz solar suficiente. Mientras que Mercurio está demasiado cerca del Sol. Encélado y Ceres son diminutos para tener la gravedad necesaria que retenga una atmósfera. Titán nos ofrece ventajas, que otros lugares no poseen, con una presión atmosférica similar a la de la Tierra y abundancia de nitrógeno y agua congelada. Europa, Ganímedes y Calisto también albergan grandes cantidades de agua congelada pero transformarlas en otras Tierras como en TerraGénesis sería imposible.

## Principales exoplanetas
| #   | Nombre        | IST  | SPH  | HZD   | HZC   | HZA   | Temp.    | ClaseH        | Dist.     | Año desc.    | Masa    | Radio   | Tipo          | Dur. Año    | TipoE | AncM | Edad    |
| --- | ------------- | ---- | ---- | ----- | ----- | ----- | -------- | ------------- | --------- | ------------ | ------- | ------- | ------------- | ----------- | ----- | ---- | ------- |
| N/d | Tierra        | 1.00 | 0.72 | -0.50 | -0.31 | -0.52 | 15 °C    | Mesoplaneta   | 0         | Prehistórico | 1 M⊕    | 1 R⊕    | Terrestre     | 365.26 días | G     | No   | 4.57 Ga |
| 1   | Kepler-438b   | 0.88 | 0.50 | -0.94 | -0.17 | -0.49 | 37.45 °C | Mesoplaneta   | 472.9 al  | 2015         | 1.27 M⊕ | 1.12 R⊕ | Terrestre     | 35.23 días  | K     | Si   | 4.4 Ga  |
| 2   | Kepler-296e   | 0.85 | 0.75 | -0.87 | -0.16 | 0.04  | 33.45 °C | Mesoplaneta   | 1692.8 al | 2015         | 3.32 M⊕ | 1.48 R⊕ | ¿Terrestre?   | 34.14 días  | M     | Si   | 4.2 Ga  |
| 3   | Gliese 667 Cc | 0.84 | 0.64 | -0.62 | -0.15 | 0.21  | 13.25 °C | Mesoplaneta   | 23.6 al   | 2011         | 3.80 M⊕ | 1.54 R⊕ | ¿Terrestre?   | 28.14 días  | M1.5V | Si   | 2 Ga    |
| 4   | Kepler-442b   | 0.84 | 0.04 | -0.34 | -0.16 | -0.06 | –2.65 °C | Psicroplaneta | 1115.5 al | 2015         | 2.34 M⊕ | 1.34 R⊕ | Terrestre     | 112.31 días | K     | No   | 2.9 Ga  |
| 5   | Kepler-62e    | 0.83 | 0.96 | -0.70 | -0.15 | 0.28  | 28.45 °C | Mesoplaneta   | 1200.3 al | 2013         | 4.54 M⊕ | 1.61 R⊕ | ¿Minineptuno? | 122.39 días | K2V   | No   | 7 Ga    |
| 6   | Kepler-452b   | 0.83 | 0.93 | -0.61 | -0.15 | 0.30  | 29.35 °C | Mesoplaneta   | 1402.5 al | 2015         | 4.72 M⊕ | 1.63 R⊕ | ¿Minineptuno? | 384.84 días | G2    | No   | 6 Ga    |
| 7   | Gliese 832 c  | 0.81 | 0.96 | -0.72 | -0.15 | 0.43  | 21.55 °C | Mesoplaneta   | 16.1 al   | 2014         | 5.40 M⊕ | 1.69 R⊕ | Minineptuno   | 35.68 días  | M1.5V | Si   | -       |
| 8   | K2-3 d        | 0.80 | 0.00 | -1.00 | -0.15 | 0.06  | 48.95 °C | Mesoplaneta   | 146.8 al  | 2015         | 3.66 M⊕ | 1.52 R⊕ | ¿Supervenus?  | 44.56 días  | M0.2  | Si   | 1 Ga    |
| 9   | Kepler-283c   | 0.79 | 0.85 | -0.58 | -0.14 | 0.69  | 17.95 °C | Mesoplaneta   | 1741.7 al | 2014         | 7.04 M⊕ | 1.81 R⊕ | Minineptuno   | 92.74 días  | K     | Si   | -       |
| 10  | Tau Ceti e    | 0.78 | 0.00 | -0.92 | -0.15 | 0.16  | 49.75 °C | Mesoplaneta   | 11.9al    | 2012         | 4.29M⊕  | 1.59R⊕  | ¿Supervenus?  | 168.12 días | G8.5V | No   | 5.8Ga   |

### Kepler 452b
Kepler 452b es un exoplaneta de tipo supertierra, con superficie sólida y rocosa, gravedad y una órbita de 385 días alrededor de un exosol (estrella de tipo G, en concreto de tipo G2), denominado Kepler-452.
Es el primer cuerpo planetario cuya existencia ha podido ser confirmada que cuenta con unas dimensiones similares a las de la Tierra y que orbita dentro de la zona de habitabilidad de una estrella semejante al Sol.
Situado a 1400 años luz del sistema solar, la sonda más rápida lanzada por el hombre tras las Voyager 1 y 2, la New Horizons, tardaría aproximadamente 25.8 millones de años en llegar al planeta.

## La terraformación en la ciencia ficción
Las primeras apariciones del término están condicionadas por el impreciso conocimiento de la época de las condiciones reales de los planetas descritos, como en el ejemplo de Stapledon o Asimov, que dibujaban un Venus cubierto de océanos.

### Literatura
En la obra de Olaf Stapledon de 1930 titulada Last and First Men, se proporciona un ejemplo ficticio de terraformación en el cual Venus es modificado tras una larga y destructiva guerra con los nativos venusianos, pero no fue la primera vez que se representa la terraformación en la ficción, lo que se remontaría a la novela de 1910 Un Dia de un Parisino en el Siglo XXI en la cual la Luna es terraformada o la propia novela de H.G Wells La Guerra de los Mundos (1898) en la que son los marcianos los que transforman la Tierra con la hierba roja. 
En la novela de Robert A. Heinlein Farmer in the Sky (1953), una familia emigra desde la Tierra a la luna joviana Ganimedes, que está siendo terraformada.
Un ejemplo más reciente que refleja las condiciones actuales de Marte tal y como revelaron las sondas planetarias en ese momento es la trilogía de Kim Stanley Robinson, Marte Rojo, Marte Verde y Marte Azul. Los tres volúmenes proporcionan una larga descripción de una ficticia terraformación de Marte, que evidentemente son el resultado de la gran cantidad de investigación al respecto por parte del autor.
En el libro de Arthur C. Clarke: 3001: Odisea final se menciona la terraformación de los planetas Venus y Marte, así como de Ganímedes y Calisto, satélites de Júpiter, planeta ahora convertido en una estrella.
Terra Formars (テラフォーマーズ) es un manga serializado publicado en la revista semanal Young Jump en 2011 en el que se describe una expedición de la U-NASA a Marte tras haber perdido la comunicación con la nave Bugs I encargada de revisar la terraformación de Marte llevada a cabo por los humanos 500 años atrás.
En la mítica saga de novelas de Dune se tenía planeado terraformar el planeta Arrakis pero eso se canceló por la existencia de la Especia Melange y no se llevaría a cabo hasta los tiempos de Leto Atreides II (hijo de Paul Atraides) como dios emperador de la humanidad.

### Cine
La terraformación ha sido explorada en muchas películas, como el universo de Star Trek. En Star Trek II: The Wrath of Khan, científicos de la Federación habían desarrollado el Dispositivo Génesis. El dispositivo Génesis supuestamente terraformaba rápidamente planetas previamente muertos y los hacía adecuados para colonizar. Al final de la película, un dispositivo Génesis era detonado en la nébula Mutara. Esto dio como resultado la creación de una estrella de la secuencia principal y un planeta habitable. Sin embargo, en Star Trek III, se muestra que el proceso resulta en un fracaso cuando se usa protomateria, y el planeta es destruido. Desde entonces, Star Trek ha explorado la terraformación: en el siglo XXII, la humanidad ha empezado a terraformar Marte, un proceso completado un siglo después. El siglo XXIV, se estaba llevando a cabo la terraformación de Venus.
En la película Aliens, el mundo LV-426 está siendo terraformado. La gente del planeta es descrita como parte de una colonia "shake-and-bake". El apodo y la afirmación de que el proceso "lleva décadas" implica que el proceso de hacer una cálida y respirable atmósfera es sustancialmente más rápido de lo que se estima actualmente.
La película Total Recall, también llamada El vengador del futuro, está ambientada en una ciudad paraterraformada en Marte. Y usando tecnología alienígena se llega a la terraformación total.
En la película de ciencia ficción Planeta rojo (2000), la Tierra se encuentra en un estado de crisis debido a una severa contaminación y a la superpoblación. Para solucionar el problema se envían misiones automatizadas para sembrar algas productoras de oxígeno en Marte como la primera etapa para terraformar el planeta.
Amba (АМБА) es un cortometraje fantacientífico de dibujos animados de 1994 producido por los estudios Ekrán (Экран) y dirigido por Gennádiy Tischenko (Геннадий Тищенко, 1948); trata sobre un grupo de científicos pioneros del asentamiento humano en Marte. El título es el acrónimo de «Автоморфный Биоархитектурный Ансамбль» («Ensamble Bioarquitectónico Automórfico»).
En la película estadounidense Titan A.E. (2000) el planeta Tierra es destruido, sin embargo, los humanos habían desarrollado el "Proyecto Titán"; la nave llamada Titán les devolverá la esperanza y les permitirá conseguir un nuevo hogar, ya que esta nave tiene la capacidad de crear de cero un nuevo planeta Tierra.
En la película estadounidense de ciencia ficción Red Faction: Origins (2011), de la serie de televisión basada en el videojuego del mismo nombre, el planeta Marte fue terraformado (probablemente entre los siglos XXII y XXIV) para posibilitar la colonización humana mediante una serie de equipos industriales que producen combinaciones químicas masivas, llamados Terraformers, ubicados cerca de Bradbury Landing (zona donde aterrizó el Curiosity en el cráter Gale), estos aparatos además producen una distorsión de energía en sus inmediaciones, que producen inestabilidad a motores que afectan.
En la película El hombre de acero (2013) el general Zod usa un terratransformador para reconstruir Krypton sobre el planeta Tierra, pero Kal-el (Superman) logra destruir el terratransformador, derrotando posteriormente al General Zod.

### Televisión
En la serie Firefly los emigrantes de la Tierra se establecen en mundos terraformados. En dicha serie los asentamientos periféricos, al no recibir ayuda para desarrollarse, tienen ambientes adustos, secos.
En la serie de dibujos Futurama, aparece terraformado Marte. En el planeta rojo se pueden ver grandes selvas y desiertos rojos.
En el anime se ha tocado el tema en múltiples ocasiones: en Planet Survival, en Cowboy Bebop; donde se muestra la paraterraformación de Marte, Venus y lunas como Ganimedes o Titán, entre otros; o en Aldnoah.Zero; donde una colonización humana derivó en la formación de un imperio que terraformó buena parte de la superficie de Marte; entre otros.

### Otros
El proyecto colaborativo Orion's Arm de construcción de mundos tiene muchos ejemplos ficticios de mundos inhabitables modificados tanto mediante terraformación como por paraterraformación.
Un comic del universo expandido de Star Wars también ha explorado la terraformación. Cuando el Yuuzhan Vong capturó Coruscant, se hicieron extensas modificaciones al planeta para transformarlo en su ambiente ideal.
En el videojuego Spore, uno de los objetivos del jugador es terraformar planetas para poder establecer colonias en estos. El proceso de terraformación muestra cómo el planeta pasa de un árido desierto a una superficie con vegetación y agua. Además, se deben ir dejando especies de flora y fauna a medida que avanza la terraformación.
En el videojuego disponible para la plataforma Android y IOS, llamado TerraGénesis, el objetivo principal del juego es terraformar planetas, pero lamentablemente solo puedes hacerlo con Mercurio, Venus, la Tierra, la Luna y Marte, si no quieres pagar.

## Paraterraformación
También conocido como el concepto "casamundo" ("worldhouse" en inglés), la paraterraformación o pseudoterraformación consiste en la construcción de un recinto habitable en un planeta que en último término podría crecer hasta abarcar la mayoría de la superficie útil del mismo. El recinto consistiría de una cubierta transparente mantenida a uno o varios kilómetros sobre la superficie, presurizada con una atmósfera respirable y anclada mediante torres y cables a intervalos adecuados. Una casamundo podría construirse usando tecnología conocida desde los años 1960.
La paraterraformación tiene muchas ventajas sobre la aproximación tradicional a la terraformación. Por ejemplo, proporciona unos beneficios inmediatos a los inversores; la casamundo comienza en una pequeña zona (una ciudad bajo cúpula por ejemplo), pero esas zonas proporcionan espacio habitable desde el primer momento. La paraterraformación también permite una aproximación modular que puede ser ajustada a las necesidades de la población del planeta, creciendo solo en donde y lo rápidamente que sea necesario. Finalmente, la paraterraformación reduce enormemente la cantidad de atmósfera que sería necesario añadir a planetas como Marte para que tuviera una presión atmosférica similar a la terrestre. De esta forma, usando una cubierta sólida, incluso objetos celestes que en caso contrario serían incapaces de mantener algún tipo de atmósfera (como los asteroides) podrían proporcionar ambientes habitables. El ambiente bajo la cubierta de una casamundo probablemente sería más propicio para la manipulación artificial.
Tiene la desventaja de necesitar un gran esfuerzo de construcción y mantenimiento; el coste que podría ser mejorado hasta cierto punto mediante el uso de mecanismos de producción y reparación automatizados. Una casamundo sería más susceptible a un fallo catastrófico en el caso de una rotura importante de la cubierta, aunque este riesgo probablemente podría ser reducido mediante la compartimentación y otras medidas de seguridad activas. Los impactos de meteoritos son una preocupación importante en ausencia de una atmósfera externa en la cual se puedan quemar antes de alcanzar la superficie.
Las pequeñas casamundos son denominadas a menudo como "cúpulas".

## Aspectos éticos
Artículo relativo a: Ética medioambiental y ética de la terraformación
Existe el debate filosófico dentro de la biología y la ecología sobre si terraformar otros mundos es algo moralmente correcto (ética de la terraformación).
- A favor de la terraformación están Robert Zubrin y Richard L. S. Taylor quienes argumentan que es una obligación moral de la humanidad el hacer del universo un lugar habitable para el ser humano tanto como sea posible; este argumento es un ejemplo de antropocentrismo. El eslogan de Taylor, "Por encima de los microbios" ("Move over microbe" en inglés)[cita requerida] ejemplifica este punto de vista.

Los críticos arguyen que el punto de vista homocéntrico es no solo geocéntrico sino también corto de miras, y tiende a favorecer los intereses humanos en detrimento de los ecosistemas, pudiendo conducir a la extinción de otras formas de vida, incluyendo hipotéticas formas de vida extraterrestres pasadas por alto. Ecocentristas como Christopher McKay reconocen el valor intrínseco de la vida y buscan preservar la existencia de las formas de vida nativas. Esta idea es conocida normalmente como biocentrismo. En respuesta a esas objeciones, el homocentrismo moderado incorpora la ética biocentrista, permitiendo varios grados de terraformación. James Pollack y Carl Sagan podrían ser descritos como homocentristas moderados.
- Por otro lado, para los que se oponen a la terraformación, el impacto de la especie humana en otros mundos (tales como la contaminación interplanetaria), y la posible interferencia con, o la eliminación de hipotéticas formas de vida alienígena son buenas razones para preservar esos otros mundos en su estado natural; este es un ejemplo del punto de vista biocéntrico.

Los críticos, por su parte, arguyen que esto es una forma de antihumanismo asegurando que las piedras y las bacterias no pueden tener derechos, y que el descubrimiento de vida alienígena microscópica no debería evitar que la terraformación se realizase. Puesto que la vida en la Tierra será destruida en último término o bien por impactos planetarios o bien durante la fase de gigante roja del Sol, todas las especies nativas perecerán si no se les permite trasladarse a otros objetos celestes.
Los contrastes entre esos argumentos son explorados en profundidad en el campo de la ética medioambiental. Algunos investigadores sugieren que ambos paradigmas necesitan madurar hacia una ética cosmocéntrica más compleja que incorpore el valor (desconocido por el momento) de la vida extraterrestre con los valores de la humanidad y todas las cosas del universo. Sin embargo, alguna gente advierte que la ética en sí misma es demasiado subjetiva para ser de alguna utilidad, y la economía debería guiar la terraformación, para bien o para mal.